# Związek Karaimów Polskich
Związek Karaimów Polskich (karaim. Birligi Esaw Karajłarnyn) – organizacja społeczno-kulturalna grupy etnicznej Karaimów.

## Geneza
Początki karaimskich organizacji społeczno-kulturalnych na ziemiach Rzeczypospolitej sięgają okresu dwudziestolecia międzywojennego. Powstało wówczas Wileńskie Stowarzyszenie Karaimów, działające w oparciu o statut zatwierdzony 20 kwietnia 1921 przez Departament Spraw Wewnętrznych tzw. Litwy Środkowej. Walne zgromadzenie organizacyjne odbyło się w Wilnie 30 kwietnia 1921. Prezesem zarządu wybrany został Emil Kobecki. Działalność młodzieży karaimskiej skupiona była w Sekcji Kulturalno-Oświatowej, której prezesem był początkowo Ananiasz Rojecki, a następnie (od 1924) Ananiasz Zajączkowski. Stowarzyszenie działało do 1939, a jego siedziba mieściła się w Wilnie przy ulicy Grodzkiej 6. Innymi karaimskimi organizacjami społecznymi działającymi nie tylko w Wilnie było Towarzystwo Miłośników Historii i Literatury Karaimskiej, Koła Pań Karaimskich oraz Koła Młodych Karaimów. Okres II wojny światowej, migracje i rozproszenie oraz powojenna sytuacja polityczna ograniczyły działalność kulturalno-społeczną Karaimów zarówno w Polsce, jak i w Litewskiej SRR oraz Ukraińskiej SRR.

## Historia
W 1997 na zebraniu założycielskim w Warszawie przyjęto postanowienie o powołaniu Związku Karaimów Polskich jako stowarzyszenia społeczno-kulturalnego. Zjazd założycielski miał miejsce 24 stycznia 1998. Podjęto udaną próbę reaktywowania wydawanego w latach 80. bezdebitowego czasopisma młodzieży karaimskiej Coś. W 1988 nastąpiła zmiana tytułu na Awazymyz, które od 1999 stało się periodykiem Związku Karaimów Polskich.
Organizacja ta, po zatwierdzeniu statutu, 18 września 2003 została wpisana do Krajowego Rejestru Sądowego stowarzyszeń działających prawnie w RP. Jej siedzibą jest Wrocław. Przewodniczącą zarządu jest aktualnie Mariola Abkowicz, wiceprzewodniczącą Anna Sulimowicz-Keruth, skarbnikiem Adam Dubiński, sekretarzem Michał Németh.

## Działalność
Władzami naczelnymi ZKP jest Zjazd Członków Związku lub Ogólnopolski Zjazd Delegatów, Rada Centralna, Zarząd Związku i Komisja Rewizyjna. Władze Regionu stanowią Ogólne Zebranie Członków Regionu oraz Zarząd Regionu. Związek posiada swoje godło i flagę. Godło związku stanowi okrągła tarcza, przedzielona poprzecznie na pół. Z lewej strony u góry, na białym tle, czarna rohatyna – broń drzewcowa wojów karaimskich. Z prawej strony u góry, na złotym tle, biała tarcza o sercowatym kształcie. Na dole, na szafirowym tle, twierdza karaimska - Dżuft Kale - w kolorze srebrnym. 
Oprócz działalności wydawniczej (kwartalnik Awazymyz, rocznik Almanach Karaimski oraz wydawnictwo Bitik) Związek pielęgnuje tradycje i kulturę karaimską m.in. poprzez działalność popularyzatorską i edukacyjną oraz działalność zespołu folklorystycznego „Dostłar”. Organizuje bądź współuczestniczy w takich inicjatywach kulturalnych jak: Karaj Kiuńlari – Dni Karaimskie wraz z międzynarodowym seminarium "Dziedzictwo narodu karaimskiego we współczesnej Europie" (Warszawa, 19–21 września 2003), Tydzień Kultury Karaimskiej (Warszawa, 4–9 października 2004), Spotkania z Historią i Kulturą Karaimów Polskich (Warszawa, 17 grudnia 2005) czy kilkakrotnie przeprowadzane Warsztaty Kultury Karaimskiej. W latach 2010–2016 Związek przygotował i zaprezentował w kilkunastu miastach Polski, a także Litwy, Czech i Ukrainy wystawę fotografii ilustrujących karaimskie życie społeczne pod tytułem Karaj jołłary – Karaimskie drogi. Od 2020 roku we współpracy z Karoliną Cichą zrealizował projekt muzyczny Karaimska Mapa Muzyczna, którego efektem są trasy koncertowe oraz wydana płyta. Została ona po raz pierwszy w historii konkursów fonograficznych Polskiego Radia jedno wydawnictwo zostało nagrodzone w dwóch kategoriach. Karaimska mapa muzyczna, album dwupłytowy został wyróżniony za muzykę Karoliny Cichej & Spółki oraz za muzykę źródeł dla Związku Karaimów Polskich i Karoliny Cichej.
13 listopada 2013 wraz z Zakładem Turkologii i Ludów Azji Środkowej Uniwersytetu Warszawskiego zorganizował konferencję naukową "Karaimi turkolodzy". 16-17 lutego 2021 zorganizował we współpracy z Centrum Badań Kitabistycznych Uniwersytetu Mikołaja Kopernika w Toruniu, Wydziałem Filologiczny Uniwersytetu Wileńskiego oraz Zakładem Polityki Językowej i Badań nad Mniejszościami, Instytutu Orientalistyki, Wydziału Neofilologii Uniwersytetu im. Adama Mickiewicza w Poznaniu Międzynarodowa konferencję naukowa pn. Narodziny turkologii we Wschodniej Europie i jej znaczenie dla mniejszości turkijskich. W 50. rocznicę śmierci prof. Ananiasza Zajączkowskiego i 80. rocznicę śmierci Leona Kryczyńskiego.
Na mocy porozumienia z Karaimskim Związkiem Religijnym od 2005 Związek Karaimów Polskich opiekuje się również cmentarzem karaimskim w Warszawie.

## Karaimi
Karaimi polscy należą etnicznie do grupy ludności tureckiej, posługują się językiem karaimskim należącym do języków tureckich. W odróżnieniu od większości ludów tureckich wyznają karaimizm – religię, która na przełomie VII i VIII wieku wyłoniła się z judaizmu.